# Korkiasaari (ö i Södra Savolax, S:t Michel, lat 61,41, long 27,84)
Korkiasaari är en ö i Finland. Den ligger i sjön Saimen och i kommunen Puumala i den ekonomiska regionen  S:t Michel och landskapet Södra Savolax, i den södra delen av landet, 210 km nordost om huvudstaden Helsingfors. Öns area är 51,7 hektar och dess största längd är 1,1 kilometer i öst-västlig riktning.